# Аква Миргород
Аква Миргород — українське підприємство харчової промисловості. Є виробником мінеральної природної лікувально-столової хлоридно-натрієвої води Aqua Миргород DETOX. Завод розташовано в місті Миргород, яке є відомим бальнеологічним курортом.

## Історія
Підприємство було створено за радянських часів, але тоді воно спеціалізувалося на виробництві гірчиці. Лінію по виробництву гірчиці було закрито у 90-х роках, а сам завод законсервовано до 2023 року
В 2023 році Міщенко Олег Леонідович вкладає інвестиції в Аква Миргород та стає його новим власником. 

## Асортимент
Вода Aqua Миргород DETOX — наразі основний продукт заводу.
Це — мінеральна природна лікувально-столова хлоридно-натрієва вода.
Рідина видобувається зі свердловини глибиною 695 метрів, яка розташована на території підприємства. Це води Дніпровського артезіанського басейну, які залягають в центральній частині Дніпровсько-Донецької западини та є відкладами нижньої крейди та сеноманського ярусу (нижній ярус верхнього відділу крейдової системи).
Задля збереження лікувальних властивостей води Aqua Миргород DETOX, рідина розливається безпосередньо на місці її видобування.

## Особливості виробництва
Виробничі потужності заводу Aqua Миргород — це обладнання, яке виготовлене в Україні. Локалізація була першочерговою при реконструкції: преформи пляшок везуть з Дніпра, автоматичну машину для видування PET пляшки створено у Чернігові, етикетки друкують в Прилуках, а основна лінія виготовлена у Білій Церкві. Єдиним виключенням стали кришечки. Їх замовляють у Швейцарії з міркувань екологічної безпеки.